# Mario D'Acquisto
Mario D'Acquisto (Palerm, 12 de gener de 1931) és un polític, advocat i periodista sicilià. Llicenciat en jurisprudència, fou secretari de la Democràcia Cristiana Italiana a la província de Palerm i fou elegit diputat a l'Assemblea Regional Siciliana a les eleccions regionals de Sicília de 1963, 1967, 1971, 1976 i 1981. El 1970 i el 1972-1974 fou nomenat assessor de treball, el 1971 d'obres públiques i el 1978-1980 de pressupostos. Després de l'assassinat per la màfia de Piersanti Matarella el 1980 fou nomenat president regional, càrrec que ocupà fins al 1982. Durant el seu mandat fou assassinat el prefecte Carlo Alberto Dalla Chiesa.
A les eleccions legislatives italianes de 1983, 1987 i 1992 fou elegit diputat; formà part de la comissió de pressupostos; el 1987 fou nomenat sotsecretari de pressupostos del govern Goria, i sotsecretari de defensa del govern Ciriaco De Mita (abril 1988-juliol 1989). De 1989 a 1990 fou president de la Comissió de Pressupostos i de la de Finances, i el 1990 vicepresident de la Cambra dels Diputats. El 1993 abandonà la DCI i ingressà al grup del Centre Cristià Democràtic, però decidí no presentar-se a les eleccions de 1994. Durant el segon govern de Silvio Berlusconi fou nomenat president d'Italia Lavoro a Sicília, càrrec que ocupà fins al 2009.
| Precedit per: Piersanti Mattarella | Presidents de Sicília 1980 - 1982 | Succeït per: Calogero Lo Giudice |